# Пакистан на Светском првенству у атлетици на отвореном 2023.
Пакистан је учествовао на 19. Светском првенству у атлетици на отвореном 2023. одржаном у Будимпешти од 19. до 27. августа седамнаести пут. Репрезентацију Пакистана је представљао један атлетичар који се такмичио у бацању копља ,.
На овом првенству Пакистан је по броју освојених медаља делио 27. место са 1 освојеном медаљом (1 сребрна). У табели успешности према броју и пласману такмичара који су учествовали у финалним такмичењима (првих 8 такмичара) Пакистан је са 1 учесником у финалу делио 49. место са 7 бода.
| Пл.  | Земља    | 1. место | 2. место | 3. место | 4. место | 5. место | 6. место | 7. место | 8. место | Бр. фин. | Бод. |
| ---- | -------- | -------- | -------- | -------- | -------- | -------- | -------- | -------- | -------- | -------- | ---- |
| =49. | Пакистан | 0        | 1        | 0        | 0        | 0        | 0        | 0        | 0        | 1        | 7    |

## Учесници
Мушкарци:
- Аршад Надим — Бацање копља

## Освајачи медаља (1)

### сребро (1)
- Аршад Надим — Бацање копља

## Резултати

### Мушкарци
| Атлетичар   | Дисциплина   | Лични рекорд | Квалификације | Квалификације | Полуфинале | Полуфинале | Финале    | Финале | Детаљи |
| Атлетичар   | Дисциплина   | Лични рекорд | Резултат      | Место         | Резултат   | Место      | Резултат  | Место  | Детаљи |
| ----------- | ------------ | ------------ | ------------- | ------------- | ---------- | ---------- | --------- | ------ | ------ |
| Аршад Надим | Бацање копља | 90,18 НР     | 86,79 КВ, ЛРС | 1. у гр. Б    |            |            | 87,82 ЛРС |        |        |